# Hluzdî, Kulîkivka
Hluzdî (în ucraineană Глузди) este un sat în comuna Horbove din raionul Kulîkivka, regiunea Cernihiv, Ucraina.

## Demografie
Componența lingvistică a localității Hluzdî
     Ucraineană (97,53%)
     Romani (1,23%)
     Belarusă (1,23%)
Conform recensământului din 2001, majoritatea populației localității Hluzdî era vorbitoare de ucraineană (97,53%), existând în minoritate și vorbitori de romani (1,23%) și belarusă (1,23%).